# Atiek CB
Atiek CB, właśc. Atiek Prasetyawati (ur. 25 maja 1963 w Kediri) – indonezyjska piosenkarka, wokalistka związana m.in. z formacjami Rumpies i 7 Bintang.
Swoją karierę wokalną zapoczątkowała podczas nauki w gimnazjum. Wówczas weszła w skład grupy CB Band. Jej pierwsze nagrania (Nusantaraku, Nusantara 2, Nusantara 3, Nusantara 7) nie spotkały się z pozytywnym odbiorem. Przełomem w karierze piosenkarki okazał się dopiero album pt. Ilusi Pagi z 1984 r. Następnie wydała album Transisi, a jej utwór „Risau” trafił na listy przebojów stacji radiowych.
Do znanych jej utworów należą także „Suka-Suka” i „Maafkan”.
Okres jej największej sławy przypadł na lata 80. XX wieku. Obecnie mieszka w Stanach Zjednoczonych.